# Großsteingrab Greiffenberg
Das Großsteingrab Greiffenberg (auch Großsteingrab Bruchhagen) war eine megalithische Grabanlage vermutlich der jungsteinzeitlichen Trichterbecherkultur bei Greiffenberg, einem Ortsteil von Angermünde im Landkreis Uckermark (Brandenburg). Nach der Materialsammlung von Horst Geisler soll es sich auf einer Erhöhung südlich von Greiffenberg und westlich von Bruchhagen befunden haben. Eine Sondagegrabung im Jahr 1962 verlief ergebnislos. Über Maße, Ausrichtung und Typ des Grabes liegen keine Informationen vor.